# 朝田陽貴
朝田 陽貴（あさだ はるき、5月7日 - ）は、日本の声優。ステイラック所属。福岡県出身。

## 略歴
2017年にステイラック附属声優・俳優養成所の「Follow-Up」に入所し、2020年よりステイラックに所属。

## 人物
趣味として料理・読書、特技として空手を挙げている。
事務所公式プロフィールのフリートークでは、福岡県のちょっと戦闘力が高そうな人たちと目が合った際の対処法などを語っている。

## 出演
太字はメインキャラクター。

### テレビアニメ
2020年
- キングダム 第3シリーズ - ノンクレジット
- アルテ - ノンクレジット

2021年
- ゾンビランドサガ リベンジ（男性委員A）
- 進化の実〜知らないうちに勝ち組人生〜（生徒たち）

2022年
- 可愛いだけじゃない式守さん（男子生徒）
- アオアシ（多摩体選手）
- プリマドール（兵士）

2023年
- ツンデレ悪役令嬢リーゼロッテと実況の遠藤くんと解説の小林さん（生徒G）
- 英雄王、武を極めるため転生す 〜そして、世界最強の見習い騎士♀〜（生徒）
- 真・進化の実〜知らないうちに勝ち組人生〜（トレンチコート男）
- もういっぽん!
- マッシュル-MASHLE-（生徒）
- レベル1だけどユニークスキルで最強です（アントニオ）
- 夢見る男子は現実主義者（男子生徒A）
- ダークギャザリング（霊）
- ビックリメン（店員）

2024年
- 異修羅（リチア兵）

2025年
- 想星のアクエリオン Myth of Emotions（しょう、生徒、仮面）
- アオのハコ（部員）

### 劇場アニメ
- THE FIRST SLAM DUNK（2022年）

### Webアニメ
- 七ヶ浜でみつけた（2021年、カイト〈大人〉[10]）
- 終末のワルキューレ（2021年[11]）

### ゲーム
- Cresteaju（2020年、ジュリアス [12]）
- ビルシャナ戦姫（2020年[13]）
- 軒轅剣 閻黒の業火（2020年[14]）
- Buddy Collection Extra -胡蝶荘の奇妙な五人-（2021年、九条悠[15]）
- 戦国小町苦労譚 語絵巻 - カタリエマキ -（本多忠勝[16]）
- ヘブンバーンズレッド（その他）

### 吹き替え

#### 映画
- バルカン・クライシス（2020年、バシュキム、レポーター、他[17]）

#### アニメ
- それいけ、わんちゃん!（2021年、スパイク、ジェラルド[18]）
- 龍族 -The Blazing Dawn-（2024年、学生）

### ナレーション
- ＜Connects LOVE!＞OCHA NORMAの お茶の間さまの言うとおり(2022年3月-、BSJapanext [19]）

### デジタルコミック
- お前んち、お化け屋敷（2021年、お前[20]）
- 左右平等主義（2021年、神尾[21]）
- 大東京鬼嫁伝（2021年、花札じんた）
- まとはずれQ道部（2021年、彼方屋嗚呼郎）
- 青眼の大和（2022年、汀[22]）
- 失恋ビギニング（2022年、鬼門おうが[23]）
- やらしい裏アカくんはさみしがり（2022年、男性1、男性ファン1、先輩（男）[24]）
- 恋の致死量（2022年、担任教師、悠の義父[25]） - 方言監修も担当
- 小泉先生はみだされたくない（2022年、西、男子生徒2）[26]
- どうしようもない、ぼくの初恋。（2022年、男子生徒A、男子生徒C、保健医、男子生徒D、男子生徒E）[27]
- MAKE HERO（2023年、板東勝悟[28]）
- ばらとたんぽぽ（2023年、金子洋介、過去の男、ミナト）[29]
- 美人すぎる女装刑事 藤堂さん（2023年、男性A[30]）
- 氷の城壁（2023年、男子[31]）

### その他コンテンツ
- ビジュアルボイスドラマ「青山オペレッタ」（研究生、カメラマン）
- ラプソディ（2022年、夏目蒼天[32]）